# La Bâtie-Montsaléon
La Bâtie-Montsaléon é uma comuna francesa na região administrativa da Provença-Alpes-Costa Azul, no departamento de Altos-Alpes. Estende-se por uma área de 15,08 km². Em 2010 a comuna tinha 257 habitantes (densidade: 17 hab./km²).